# Fundació de Roma
La fundació de Roma descriu els aspectes històrics del naixement de la ciutat de Roma en el curs del segle viii aC. Les investigacions històriques i arqueològiques recents renoven la representació de l'origen de la Ciutat i posen sovint en evidencia el relat tradicional que els autors antics han deixat.

## Tradició
De l'antiguitat rebem dues explicacions tradicionals vers l'origen de Roma:
- Els grecs, amb Hellanicos de Metel·lí, atribuïen la seva fundació a un descendent d'Enees i dels Troians supervivents en la guerra de Troia.
- Els antics relats romans evocaven igualment un cert Latinus, rei de la tribu autòctona dels Llatins, i sogre d'Enees, com a fundador de la ciutat.

Virgili en feu de la primera una epopeia titulada Eneida, relat que té més un relat poètic (en la línia d'Homer) que no històric. (Vegeu la llegenda d'Enees (Æneas)).

### Llegenda de la fundació
Segons la llegenda llatina, Romulus va fundar la ciutat de Roma a l'emplaçament del Mont Palatí sobre el Tíber el 21 d'abril del 753/754 aC.
És a partir d'aquesta data fictícia que els Romans van comptar els anys. Aquesta convenció requeria una justificació llegendària per afirmar-ne el caràcter sagrat; dues narracions són conegudes a través de la literatura greco-llatina sobre el relat d'aquesta fundació: 
- Titus Livi (57 aC.-17) va escriure una història de Roma: Ab Urbe Condita (Auc), que en llatí significa «des de la fundació de la ciutat».
- Dionís d'Halicarnàs (vora el 50 aC)

Segons la llegenda referida per Titus Livi, Ròmul i Rem eren els fills del déu Mart i de la vestal Rea Sílvia, filla de Numítor i neta del rei Proca. El seu oncle Amulius es va apoderar del tron, matar tots els descendents virils del seu germà Numítor i va fer vestal a Rea per tal d'evitar que tingues descendents.
No obstant això, Mart va caure boig d'amor per la noia que va donar a llum bessons: Ròmul i Rem. Amulius va fer emparedar llavors la Vestal i va condemnar els nadons a ser llançats al Tiber. Els nens van ser abandonats en una clivella, sobre les ribes del riu, pels servents encarregats d'executar la sentència. Els nadons foren recollits per una lloba que els va alletar a la gruta de Lupercal, al peu del Palatí. El pastor Faustulus, fou testimoni d'aquest prodigi, i va recollir els bessons i els va criar, en companyia de la seva esposa Acca Laurèntia. Aquesta última, hauria estat una prostituta que els pastors dels voltants l'haurien posat el malnom de lupa ("la lloba"). La llegenda de la lloba alletant els bessons podria ser que tingués el seu origen en aquest malnom.
Fets adults, Ròmul i Rem van decidir fundar una ciutat.
No aconseguint destriar qui dels dos donaria el seu nom a la nova ciutat, es van remetre als auguris. Rem va ser el primer a veure sis voltors volar al cel. Just després, Ròmul en veu dotze. Rem tenia per tant la primacia, mentre que Ròmul en veié més. Finalment, Ròmul fou el designat.
Mentre Ròmul traçava el pomœrium, solc sagrat delimitant la ciutat, aixecant l'arada per mesurar portes, el seu germà Rem, per burlar-se de la feblesa de la nova ciutat, fa un pas dins d'aquesta muralla simbòlica; Ròmul el mata pensant en la dita Insociabile regnum («El poder no es reparteix») marcant així simbòlicament, la intransigència altiva de Roma davant tota incursió malèvola.
Aquest ritu fundador és present en diversos esdeveniments que ocorren a la població inicial de Roma: com el rapte de les sabines i la guerra contra el rei sabí Titus Taci, amb l'ajut del cap etrusc Coelius Vibenna que s'instal·la sobre un puig al qual dona el seu nom (segons Varró), pacta amb els Sabins, i comparteix poder amb Titus Taci.

### Data de la fundació
L'aniversari del dia de la fundació de Roma era celebrat el 21 d'abril (festa dels Palilia). L'any de fundació pels Romans i pels historiadors moderns és el 753 aC., data proposada per Titus Livi, hi ha, però, algunes proposicions alternatives:
- Timeu de Tauromènion (entre 350 aC i 250 aC), citat per Dionís d'Halicarnàs proposa el 813 aC, al mateix temps que la fundació de Cartago.
- Quint Fabi Pictor (vers 254 aC, 201 aC), el primer historiador romà, es basa en una reialesa de 7 generacions de 35 anys que precedeix l'establiment de la República, tot obtenint la data de fundació entre 747 aC o 748 aC.
- El censor Cató l'ancià (234 aC, 149 aC) que va redactar una història dels Orígens calcula 432 anys després de la guerra de Troia, tot obtenint el 751 aC.
- L'escriptor romà Varró (116 aC, 27 aC) reprèn els treballs de Fabi Pictor i corregeix la data de fundació de Roma entre el 753/754, dates que adoptarà Titus Livi.
- Dionís d'Halicarnàs en una demostració argumentada sobre la cronologia dels reis data la fundació de Roma del primer any de la setena olimpíada, és a dir el 751 aC.[4]

En resum, es pot establir aquesta fundació sobre mitjans del segle VIII aC.

### Vestigis en els temps de la República romana
En els temps de Ciceró, Segle I, els Romans ensenyaven orgullosament sobre el Palatí la casa Romuli, una cabana amb la teulada de canya i els murs de tova, on el pastor Faustulus va criar els nens Ròmul i Rem, i una altra cabana sobre el Capitoli davant el temple de Jupiter Optimus Maximus, atribuïda a Ròmul en persona o al seu company Titus Taci. Vestigis respectats i d'atribucions llegendàries, són dos indicis d'habitatge antics, però se'n desconeix la data.

### Crítics de la tradició
Titus Livi i Dionís d'Halicarnàs van emetre ells mateixos reserves sobre el que referien. Així Titus Livi acosta el sobrenom lupa i la història de la lloba.
Al segle xviii, un rebuig total s'expressa amb la Dissertació sobre la incertesa dels cinc primers segles de la història romana, de Louis de Beaufort, publicada el 1738.
Theodor Mommsen ha expressat dubtes més moderats, amb la hipòtesi que la tradició antiga s'ha pogut construir a partir de fets reals però projectats sobre un passat llunyà i transformats en mites. Per exemple, la immigració a Roma de població sabina (arribada dels Claudii) al començament de la República seria a l'origen de l'episodi del rapte de les sabines i de l'associació amb Titus Taci.
Altres crítics subratllen el costum dels autors antics d'inventar un personatge epònim per explicar l'origen del nom d'un lloc. Ròmul i Roma, el cap etrusc Coelius Vibenna i el puig del Cælius són exemples d'aquest mecanisme.
Georges Dumézil, per la seva part, explica les llegendes de la fundació de Roma com un relat mític estructurat pel sistema de Funcions tripartides indoeuropees. A partir de tradicions indoeuropees, els romans haurien inventat les llegendes fundadores, aquestes llegendes són expressades de fet en esquemes ideològics indoeuropeus. Ròmul i Numa Pompili es reparteixen la funció de sobirania sagrada, Tul·li Hostili representa la funció guerrera i Anc Marci representa la tercera funció de producció i de fertilitat.

## Aportació de l'arqueologia
Les anàlisis arqueològiques han aportat nous elements d'estudi. L'arqueologia ha ensenyat que l'indret de Roma ha estat ocupat des del segle x aC, en aquell temps l'indret de Roma no és més que un conjunt de pobles de pastors, repartits sobre els pujols que envolten la depressió del fòrum romà.

### Primers descobriments arqueològics a Roma

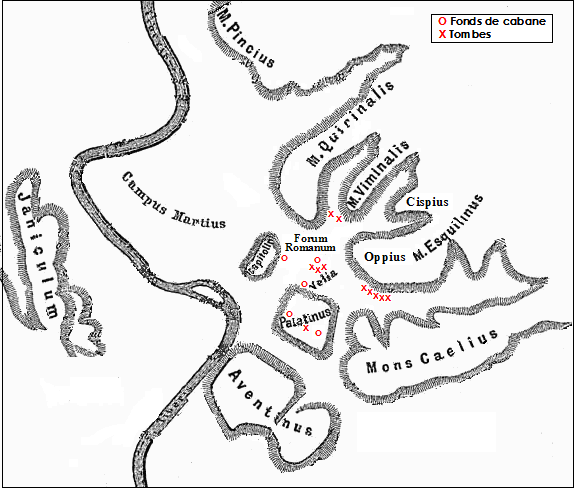
L'indret de Roma i els vestigis del

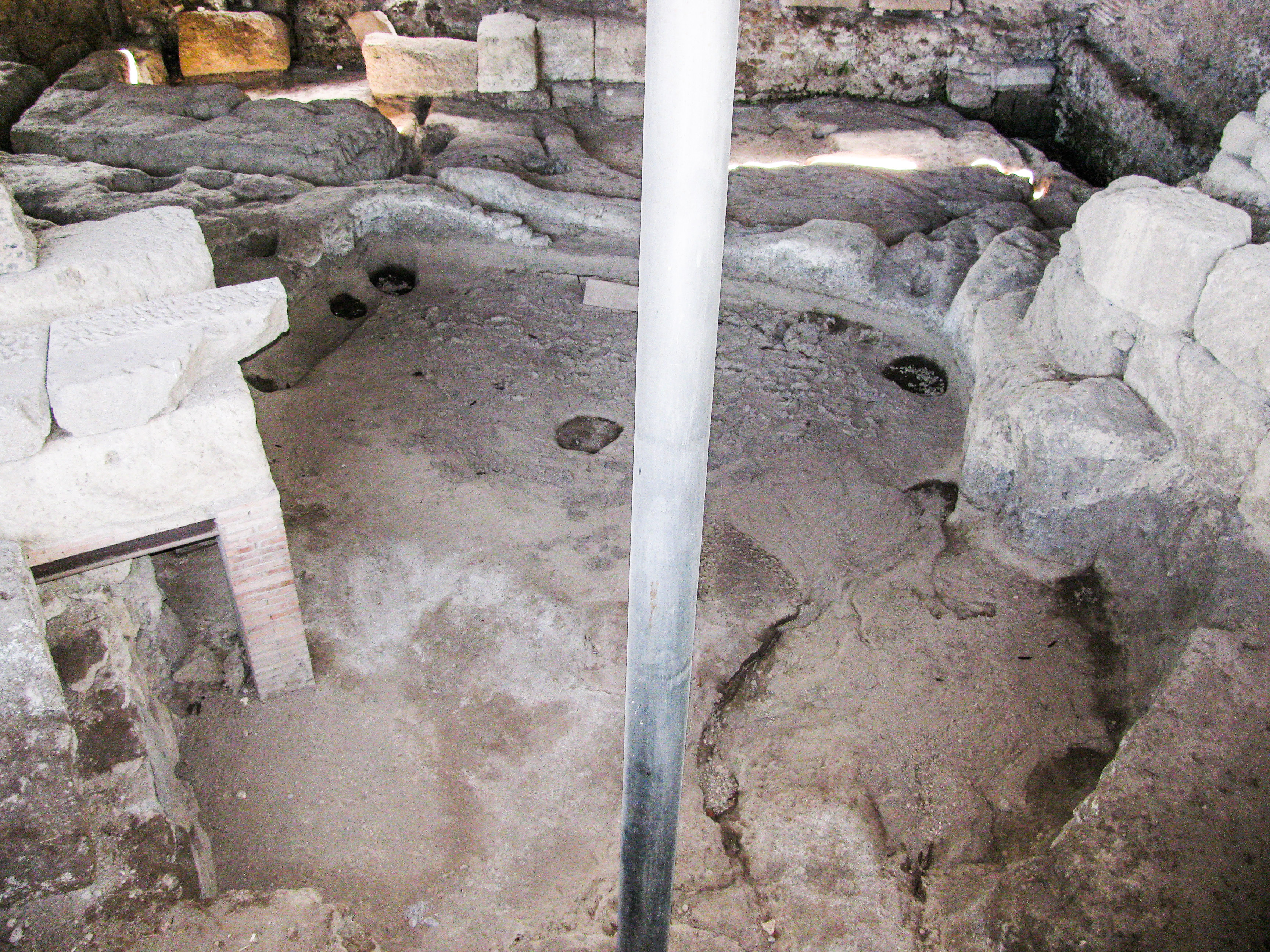
Fons de cabanes amb els forats de pilars sobre el Germal

Els primers descobriments daten del començament del segle xx, i van ser seguides d'altres, a l'atzar de diferents treballs o dels sondatges:
- Alguns vestigis trobats entre el Tíber i el Fòrum Boarium testifiquen una presència cap al segon mil·lenni aC, però aquesta no sembla haver estat continua, Per això no és acceptat com una contribució a la fundació de Roma.
- Sobre el Germal (cim oest del Palatí), es van descobrir el 1907 restes de cabanes que es van aclarir el 1949: sòls cavats al turó del pujol, amb forats de pilars i rastres de llar; les ceràmiques associades dataven del segle viii aC.
- Sobre el Palatual (cim est del Palatí), es van descobrir altres restes de cabanes.
- La presència d'una tomba d'incineració entre els dos grups de cabanes del Palatí permet suposar l'existència d'un espai emprat entre aquests dos establiments, probablement una necròpoli.
- La planura pantanosa situada entre el Capitoli i el Palatí, que esdevindrà el Fòrum Romanum, va ser també en principi una necròpolis; el 1902-1903, es van trobar 41 tombes prop del Temple d'Antoni i Faustina: amb pous funeraris de tombes a incineració, fosses d'enterrament amb objectes variats entre els quals hi ha gerros proto-corintis del segle vii aC. També es localitzaren cabanes en el centre del fòrum i sobre els pendents del Palatí.
- Sobre el Quirinal, 5 tombes unes d'incineració i les altres d'enterrament.
- Sobre l'Esquilí, 86 tombes, totes d'enterrament excepte quatre d'incineració. Aquestes tombes contenien un ric mobiliari diferent al d'anteriors cementiris: les armes, cascos, escuts i fins a un carro de guerra.

Les datacions realitzades s'esglaonen del segle x aC al VII aC, el que és compatible amb la tradició. Els primers habitants de Roma vivien per tant en barraques de tova, segons les urnes funeràries en forma de cabanes rodones trobades al fòrum, i eren en majoria pastors i pagesos.

### Primeres interpretacions arqueològiques

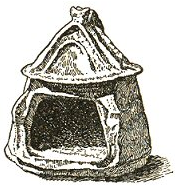
Urna funerària a incineració, en forma de cabana arcaica

Paral·lelament a aquests descobriments, els estudis sobre els pobles itàlics indoeuropeus, què en formen part els llatins, indicaven un predomini pel funeral d'incineració, mentre que els pobles mediterranis eren considerats exclusius a la inhumació. Les tombes d'incineració es van creure, per tant, llatines. Ja que la tradició de la fundació de Roma descrivia una barreja entre llatins i sabins, pobles diferents, les tombes per inhumació van ser sistemàticament atribuïdes a Sabins, els quals es consideraven més influenciats pels costums mediterranis.
Així es deduí l'ètnia de cada poble segons la proximitat i el tipus d'enterraments:
El cementiri del fòrum va ser atribuït als llatins, així com les cabanes del Palatí i de la Velia (confirmant la tradició), la necròpoli de l'Esquilí als Sabins (aquesta vegada en contra de la tradició que hi situa els llatins) igual com la del Quirinal (malgrat el petit nombre i la diversitat de les tombes).
Es va suposar una primera federació dels dos pobles del Palatí, aparentment els més antics, que es va eixamplar llavors a set pobles per crear el Septimontium.
Actualment, els arqueòlegs són menys categòrics sobre les competències ètniques, tenint en compte que sovint sobre un mateix indret coexisteixen les tombes d'incineració i d'inhumació. Eviten les interpretacions de les troballes amb relació a les tradicions i intenten més aviat col·locar les dades arqueològiques en un context de conjunt, amb les seves evolucions i les seves interaccions culturals.

### Aprofundiment de la investigació arqueològica
A partir del 1948, es van trobar noves restes arqueològiques a Roma i en el Laci van portar elements factuals sobre l'origen de Roma. A partir d'un padró de tots els vestigis descoberts a Roma i en el Laci, l'arqueòleg suec Einar Gjerstad (1897-1988) va proposar una cronologia del període que anava del segle x aC al segle vi aC en quatre fases. Molt discutida pels seus confrares, i revisada per H. Müller-Karpe i R. Peroni el 1962, ha acabat sent admesa com a marc de referència:
- La primera fase al segle x aC, al final de l'edat del bronze i al començament de l'edat del ferro. Els llatins practiquen la incineració, recullen les restes en gerros o urnes funeràries en forma de cabana (urna-cabana), després reuneixen en una gerra (dolium) l'urna, reproduccions en miniatura de mobiliari o d'objectes usuals en bronze o a terra cuita, de vegades les restes de l'àpat funerari. Aquesta gerra és llavors enterrada en un pou funerari. Aquest mode d'incineració/inhumació també és practicat al mateix període en Etrúria (tomba a ziro).

- La segona fase del començament del segle ix aC al començament segle viii aC (900-770 per a Müller-Karpe-Peroni). Nous tipus de gerros, fíbules demostren contactes amb l'Etrúria i la Campània. La pràctica de la incineració retrocedeix en benefici de la inhumació. Es subdivideix aquest període en IIA (pràctica majoritària de la incineració) i IIB (inhumació majoritària).

- La tercera fase meitat del segle viii aC. (770-730 per a Müller-Karpe-Peroni). Apareixen importacions de ceràmiques gregues d'estil geomètric, imitades per la producció local. Els objectes metàl·lics es diversifiquen, les tombes mostren, per la diversitat del seu mobiliari, una diferenciació social i l'aparició de famílies riques.

- La quarta fase, anomenada orientalitzant, fi del segle viii aC al començament segle vi aC (730-570 per a Müller-Karpe-Peroni). Les ceràmiques gregues i etrusques són presents arreu. Riques tombes testimonien l'existència d'una aristocràcia guerrera, contemporània de la que es desenvolupa en Etrúria. D'aquest període és la datació del document escrit més antic conegut, la fíbula de Praeneste portant en caràcters grecs el nom de Numasios i datada aproximadament al 675 aC. Són d'aquest període les primeres muralles descobertes al peu del Palatí el 1987, potser un vestigi del pomœrium.

### Noves interpretacions arqueològiques
Aquesta sèrie escorcolls sobre un perímetre més ampli completen els escorcolls d'abans de la Segona Guerra mundial. Confirmen la presència d'habitatges dispersats sobre els diversos pujols de Roma des del segle x aC, amb una cultura veïna de la cultura de Vilanova etrúrica (urnes cineràries en tombes a pou). L'etiquetatge sobre l'indret de Roma entre pobles llatins, sabins, etruscs es revela ara un exercici arriscat, sobre grups humans a les condicions modestes i homogènies.
Aquesta població dispersa evoluciona lentament, modificant els seus costums funeraris, sense que es pugui veure una ruptura marcada, que hauria reflectit un canvi brusc de població. A mitjan segle viii aC es testimonia una acceleració de la diferenciació social, i el començament d'una societat amb una aristocràcia més rica.
Al segle viii aC, el fòrum romanum no és més un cementiri i comença a ser un lloc habitat. Les sepultures es desplacen cap cap a l'Esquilí. Aquestes tombes de guerrers se situen en la fase IV de la cronologia, però no tenen el luxe d'altres tombes llatines de la mateixa època. Les importacions a Roma de ceràmiques etrusques comencen cap a la fi del segle vii aC, amb retard sobre la resta del Latium; aquest mateix segle, el fòrum romanum es torna un espai públic, amb la disposició d'un sòl empedrat.
El fòrum romanum apareix com el testimoni del naixement de Roma: va ser de manera successiva aiguamoll, cementiri a incineració després a inhumació, lloc a què es viu, espai públic. L'historiador Pierre Grimal ho va estudiar i en va treure les observacions següents.

### Rastres del ritual de fundació
Pierre Grimal revela a la seva obra Les ciutats romanes els elements recurrents del ritual de fundació practicat pels Etruscs després pels Romans i confirmats per l'establiment de les colònies que foren trobades i recuperades en part per la descripció de Titus Livi: 
- La delimitació de la ciutat per un solc primordial, el suclus primigenius, sagnia obrint el sòl i infranquejable, ja que sota la influència dels déus infernals, delimitant així el recinte sagrat, el pomœrium.
- L'orientació segons els eixos cardinals, materialitzada per quatre portes de cara als quatre punts cardinals, interrompent el traçat del solc sagrat; els llatins designaven aquests dos eixos amb els noms de cardo i decumanus
- Una posada de la ciutat sota la protecció dels déus «de dalt», dedicant-los un temple sobre un punt elevat d'aquesta, de manera que la seva mirada cobreix la major superfície possible de la futura ciutat
- en el centre de la ciutat, una fossa circular dita mundus rebent ofrenes per a les divinitats «de baix».

Si bé no es troba sobre el perímetre del Palatí el record de portes orientades segons els punts cardinals, tals com les hauria mesurat Ròmul, en canvi quatre portes molt antigues eren conegudes en l'època romana clàssica, que vorejaven el fòrum romanum:
- al nord, la porta de Janus
- al sud, la porta Romana
- a l'est, la «porta de la germana», porta per on Horaci assassí de la seva germana, hauria entrat a la ciutat després se ser purificat
- a l'oest, la Porta Pandana, de mal auguri, i penjada sobre el pendent del Capitoli per tal que ningú la salvi.

Segons Pierre Grimal, aquestes portes són els vestigis del ritu de fundació, el decumanus, l'orientació tradicional Est-Oest esdevingué la Via Sacra, mentre que el cardo Nord-Sud és marcat en les vies que el perllonguen, l'Argiletum al nord i el Vicus Tuscus al sud. Un altre punt del ritual és respectat, per la posició que ocupa el temple del Capitoli, per la tríade protectora: Jupiter, Juno, Minerva. Aquestes observacions confirmen per tant el respecte al ritu de fundació, però contradiuen el seu lloc: el traçat fundador dedueix d'aquestes quatre portes al voltant del vell fòrum i no del Palatí com ho indiquen Titus Livi i Dionís d'Halicarnàs.

### Escorcolls d'Andrea Carandini al Palatí
Els escorcolls efectuats sota la direcció d'Andrea Carandini en un costat del Palatí, a partir del 1985, han rellançat les discussions sobre la fundació de Roma i la possible historicitat d'una part de les tradicions antigues. Les investigacions han retirat una important estratigrafia reposant sobre quatre muralles successives podent ser datades, respectivament, dels anys 550 - 530 aC, aproximadament al 600 aC, aproximadament 675 aC i aproximadament 730-720 aC. El descobriment de les restes incontestables d'una delimitació urbana al segle viii aC al voltant del Palatí renova, per Andrea Carandini i A. Grandazzi, la idea de la fundació ròmulana de Roma. Segons A. Grandazzi el mite de la fundació de Roma remetria a un esdeveniment històric i a un personatge històric, que coneixem com a Ròmul, la memòria del qual ha estat conservada i mitificada, a través de l'acció de Servi Tul·li. Si bé les restes descobertes per Andrea Carandini no són posades en dubte, les interpretacions que les posen en relació amb l'acció de Ròmul i la seva eventual historicitat continuen estant encara molt discutides.